# Dunkerque - La batalla por Francia
Dunkerque – La batalla por Francia (Dunkirk – Battle for France en inglés) es un documental dirigido por Michael Campbell en 1989, con guion de Alasdair Simpson. 
Incluido en la colección Grandes batallas de la historia en DVD, sección II Guerra Mundial, lleva por epígrafe: Un exultante y triunfalista Hitler sobre los ejércitos aliados francés y británico.

## Argumento
Adolf Hitler, tras la victoriosa invasión y aplastante derrota en 1939 de Polonia, dirige en mayo de 1940 su ambición de conquista sobre Francia, mediante el llamado “plan amarillo”. El avance del ejército alemán, perfectamente disciplinado, es tan implacable que los ejércitos aliados francés y británico, cuya insuficiente oposición les aboca al retroceso, quedan atrapados en el puerto de Dunkerque. El almirantazgo inglés pone entonces en marcha la Operación Dinamo: la evacuación por la Armada británica y un gran número de pequeñas embarcaciones de más de trescientos mil combatientes, principalmente británicos, pero también franceses y belgas, hacia Inglaterra.

## Nota
1. ↑  Grandes batallas de la historia. Dunkerke (sic), Eagle Media & DiskoDVD Vision, 2009.

- Datos: Q5815076